# Olga Novikoff
Olga Novikoff, född Olga Aleksejevna Kirejeva (ryska: Ольга Алексеевна Киреева, gift: Новикова) 11 maj (gamla stilen: 29 april) 1840 i Moskva, död 21 april 1925 i London, var en rysk politisk skriftställare. Hennes make, Ivan Novikov, död 1890, var en rysk generallöjtnant.
Novikoff arbetade framgångsrikt för den ryska politikens framställande i ljus dager i den brittiska pressen samt för ett närmande mellan Storbritannien och Ryssland. Bland sina brittiska vänner räknade hon bland andra Thomas Carlyle och på William Gladstones uppfattning av rysk politik torde hon ha utövat starkt inflytande.
Förutom en mängd tidningsartiklar och tidskriftsuppsatser (oftast signerade O.K.) skrev hon Is Russia Wrong? (1878), Friends or Foes? (samma år), Russia and England (1880) och Skobeleff and the Slavonic Cause (1883).
Ännu under första världskriget skrev hon ofta i ryska ämnen i liberala brittiska tidningar och utgav broschyrerna Russia's Faith in Victory (1916), Search-Lights on Russia (samma år) och More Search-Lights on Russia (1917) samt memoarverket Russian Memories (1916). Hennes vän William Thomas Stead författade anonymt "Olga Novikoff, M.P. for Russia" (1909).